# Lin Yu-ting
Lin Yu-ting (chinês tradicional: 林郁婷, pinyin: Lín Yùtíng; Taipei, 13 de dezembro de 1995) é uma pugilista taiwanesa, campeã olímpica.

## Carreira
Lin tem três irmãos; quando criança, ela e seu irmão mais velho assistiam ao anime Hajime no Ippo, o que a inspirou a considerar o boxe. Lin também aprendeu boxe em um esforço para proteger sua mãe de abusos domésticos. Ela começou a treinar em seu primeiro ano do ensino médio e, em seu segundo ano, estava mostrando talento no ringue de boxe e vencendo competições de boxe em Taiwan. Lin recebeu seus diplomas de bacharel e mestrado pela Universidade de Cultura Chinesa em Taiwan.
Lin ganhou uma medalha de ouro no Campeonato Mundial de Boxe Feminino da AIBA de 2018 como peso galo, seguida por uma medalha no Campeonato Mundial de Boxe Feminino da AIBA de 2019. Ela competiu nas Olimpíadas de Tóquio de 2020, mas não ganhou nenhuma medalha. Lin foi desqualificada do Campeonato Mundial Feminino de Boxe de 2023, organizado pela Associação Internacional de Boxe (IBA), liderada pela Rússia, após falhar em testes de elegibilidade de gênero não especificados, junto com a boxeadora argelina Imane Khelif.
Nos Jogos Olímpicos de Verão de 2024, em Paris, conquistou a medalha de ouro na disputa de peso pena (até 57 kg).